# Vatica pedicellata
Vatica pedicellata är en tvåhjärtbladig växtart som beskrevs av Dietrich Brandis. Vatica pedicellata ingår i släktet Vatica och familjen Dipterocarpaceae. Inga underarter finns listade i Catalogue of Life.